# Dawny kościół i klasztor Bernardynów w Kościanie
Dawny kościół i klasztor Bernardynów – dawny zespół klasztorny bernardynów znajdujący się w Kościanie, w województwie wielkopolskim.
Kościół i klasztor zostały zbudowane w latach 1605–1611, na miejscu pierwotnych budynków drewnianych z 1456 roku. Świątynię pw. NMP Anielskiej konsekrował 17 kwietnia 1611 roku bp Andrzej Rychlicki, sufragana poznański. Obok znajdowała się kaplica ku czci św. Walentego. Po kasacie zakonu w 1830 roku zespół został poważnie przebudowany – m.in. zostały zbudowane dwie wieże (1836 rok), na siedzibę domu poprawczego, natomiast od 1866 roku – szpitala wojskowego. W 1893 roku został tam utworzony zakład dla psychicznie chorych, natomiast w 1898 roku – na miejscu klasztoru i ogrodów klasztornych powstało sanatorium dla nerwowo chorych.
Najstarszą częścią zespołu jest kaplica pod wezwaniem Najświętszej Maryi Panny Anielskiej, która powstała z dawnego wczesnobarokowego prezbiterium. W dwudziestoleciu międzywojennym kaplica była przeznaczona dla pacjentów Zakładu Psychiatrycznego. Podczas okupacji – w 1944 roku – w kaplicy odprawiane były nabożeństwa dla katolickich żołnierzy niemieckich. Budynki, po zamordowaniu pacjentów, zostały przeznaczone na koszary wojskowe. Budowla jest zamknięta trójbocznie, trzyprzęsłowa, nakryta jest sklepieniem kolebkowym z lunetami, opartym na gurtach. Kaplicę nakrywa dach dwuspadowy. We wnętrzu jest umieszczony ołtarz główny wykonany w 1780 roku oraz stalle dwudziestosiedzeniowe, wkomponowane w zamknięcie prezbiterium (powstały w tym samym roku).
Innymi budynkami wchodzącymi w skład kompleksu są dawny budynek klasztorny i budynki szpitalne. Budynek klasztorny jest murowany, wzniesiony z cegły na planie prostokąta, posiada dwa piętra i sześciokondygnacyjne wieże. Budynki szpitalne wzniesiono pod koniec XIX wieku i na początku XX wieku. Są to budowle murowane, wzniesione z cegły ceramicznej, nieotynkowane, posiadające mieszkalne poddasze. Budynki nakrywają dachy wielopołaciowe i nakryte dachówką. 